# V. P. Singh
Vishwanath Pratap Singh (25 tháng 6 năm 1931 – 27 tháng 11 năm 2008), là quan chức chính phủ và chính trị gia Ấn Độ, Thủ tướng Ấn Độ thứ 7 từ năm 1989 đến năm 1990.
Singh được biết đến vì đã cố gắng cải thiện rất nhiều tầng lớp thấp hơn của Ấn Độ khi làm Thủ tướng.